# On Your Mark
On Your Mark (zu deutsch Auf die Plätze) ist ein Musikvideo zu einem Lied des japanischen Duos Chage and Aska. Der bekannte Anime-Regisseur Hayao Miyazaki zeichnete für den 1995 erschienenen Film mit einer Länge von sechs Minuten und 40 Sekunden verantwortlich. Das Werk ist komplett ohne Dialoge, der Ton besteht nur aus der Musik und einigen ergänzten Soundeffekten. Die beiden Hauptfiguren, zwei Polizisten, sind angelehnt an das Aussehen der beiden Interpreten.

## Handlung
Nachts in einer futuristischen Stadt stürmen Truppen aus mehreren Luftschiffen die Basis einer Sekte. Es beginnt ein blutiger Kampf der Sektenanhänger mit der Polizei. Zwei Männer der Kampfeinheiten finden unter den bereits aufgehäuften Leichen ein angekettetes Mädchen mit Flügeln, das aussieht wie ein Engel. Dann sieht man diese zwei Männer in einem Alfa Romeo Giulietta eine leere Straße entlangfahren und das Mädchen an den Händen haltend zum Fliegen zu verhelfen.
In der Basis der Sekte befreien die Männer das Mädchen und beschließen sie zu versorgen. Doch sie wird von Wissenschaftlern in Schutzkleidung in ein Labor gebracht. Dort brechen die beiden Männer, die sie gefunden haben, ein, und holen sie heraus. Sie fliehen in einem gepanzerten Fahrzeug durch die in einem tiefen Krater errichtete Stadt und die Polizei verfolgt sie. Doch die Brücke, über die sie entkommen wollen, stürzt ein und sie fallen in die Tiefe. Das Mädchen weigert sich, ihre Retter loszulassen und stürzt mit ihnen.
Nach einem erneuten Auffinden des Mädchens in der Sekte folgt ein zweiter Versuch der beiden Männer, das Mädchen zu befreien. Nun bricht die Brücke zwar erneut zusammen, die Flüchtenden aktivieren jedoch den Düsenantrieb des Fluchtfahrzeugs. Es stürzt in ein Gebäude und die drei nehmen einen nahe stehenden Alfa Romeo für ihre weitere Flucht. Durch einen Tunnel verlassen sie die Stadt, vorbei an Schildern, die vor Strahlung und Lebensgefahr warnen. Auf der Straße durch freie Landschaft fahrend lassen die Männer das Mädchen aus ihrem Auto, helfen ihr zu fliegen und schließlich fliegt sie davon.

## Entstehung
Der Kurzfilm entstand beim Studio Ghibli als Musikvideo zum Lied On Your Mark des Gesangsduos Chage and Aska. Das Lied erschien auf dem Album Heart 1994. Hayao Miyazaki arbeitete in dieser Zeit an seinem nächsten Film, Prinzessin Mononoke. Um eine Schreibblockade zu überwinden, widmete er sich zur Abwechslung dem Musikvideo. Er schrieb das Drehbuch und führte Regie. Die nichtlineare, rätselhafte und nicht direkt zu erschließende Erzählung wurde von Miyazaki bewusst gewählt, um die Zuschauer zum Nachdenken und zu Interpretationen anzuregen. Die Geschichte spielt, so Miyazaki, auf einer verstrahlten Erde der Zukunft. Die Menschen leben zurückgezogen im Untergrund, während die Oberfläche von der Natur zurückerobert wird. Für diese Geschichte interpretierte er den Liedtext bewusst falsch und entwirft eine von Krankheit und Strahlung geplagte Welt und die Reaktion der Menschen auf dieses Schicksal.
Das Charakterdesign entwarf Masashi Andō, der auch die Animationsarbeiten leitete. Die künstlerische Leitung lag bei Yōji Takeshige, der erstmals in diesem Bereich tätig war. Verantwortlicher Produzent war Toshio Suzuki. Das Studio steckte, seiner Aussage nach, in den Kurzfilm jedoch nur wenig Aufwand und Aufmerksamkeit, da man ihm keine große Bedeutung beimaß. In der Produktion experimentierte Miyazaki mit Computeranimationen zur Ergänzung der handgezeichneten Cel-Animation. Diese Arbeiten wurden an das Studio CG Production Company Links vergeben, da Studio Ghibli nicht über die Ausstattung für Computeranimation verfügte. Die dortige Produktion fand unter der Leitung von Hideki Nakano statt.

## Veröffentlichung
Chage and Aska haben den Film mehrfach bei ihren Auftritten vorgeführt, die Premiere war am 29. Juni 1995 bei einem Klubkonzert in Chiba. Am 15. Juli 1995 kam On Your Mark dann zusammen mit Stimme des Herzens – Whisper of the heart in die japanischen Kinos. Am 25. Juli 1997 erschien der Kurzfilm in Japan auf VHS und Laserdisk, zusammen mit Informationen zur und Einblicken in die Produktion, das Storyboard und eine Realfilmversion als Zusatzmaterial. 2005 erschien er gemeinsam mit anderen Kurzfilmen des Studios auf der DVD Ghibli ga Ippai Special Short Short, jedoch wurde die Veröffentlichung von Walt Disney Studios Japan 2014 zurückgezogen und der Film nicht auf weiteren Sammelveröffentlichungen berücksichtigt, nachdem der Sänger Aska wegen Drogenbesitzes festgenommen wurde. Noch im gleichen Jahr wurde diese Entscheidung geändert, sodass die Besteller der neuen Sets auch On Your Mark erhielten.

## Analyse
Autor Dani Cavallaro sieht in der Figur des geflügelten Mädchens ein Symbol für Hoffnung und dafür, dass man die Hoffnung zu schützen heißen kann, sie „dorthin zu führen wo sie niemand angreifen kann“. Hoffnung behalte ihre Reinheit und Echtheit nur, wenn sie unbegreiflich, klein und flüchtig sei. Hoffen könne zu Erschöpfung und Schmerz führen, sie zu leugnen leugne die Möglichkeiten, die sie biete. In Bezug auf das Video interpretiert Cavallaro den Liedtext als Thematisierung von Veränderung und Erneuerung, unklar ob sie durch Mode und Wirtschaft aufgezwungen sind oder als echter Wechsel willkommen geheißen werden. In der Darstellung der erdrückenden Stadt im Gegensatz zur freien Landschaft sieht er Parallelen zu Tränen der Erinnerung – Only Yesterday, einem Film des Studios von 1991.
Pamela Gossin, Professorin an der University of Dallas, und Marc Hairston ziehen Parallelen zwischen der Handlung On Your Mark und Miyazakis Nausicaä aus dem Tal der Winde. Beide Werke beschäftigen sich mit Umweltverschmutzung und einer fliegenden, weiblichen Hauptfigur. Der Beginn der Produktion des Kurzfilms fällt auch zusammen mit der Veröffentlichung des letzten Kapitels des Nausikaä-Mangas im Januar 1995. Auch Cavallaro sieht Parallelen, so bezeichnete Miyazaki beide Figuren als „Vogel-Mensch“, doch könne man die geflügelte Figur in On Your Mark nicht zweifelsfrei weiblich nennen. Sie könne auch geschlechtslos sein und außerhalb der gewohnten Ordnung stehen.
Helen McCarthy sieht in dem Kurzfilm diverse Bezüge zu anderen Filmen und Ereignissen. So könnten die Stadtansichten auf Akira oder Blade Runner verweisen, die Erstürmung der Sekte erinnere an die im gleichen Jahr erfolgten Razzien nach den Anschlägen der Aum-Sekte. Die Schutzanzüge der Wissenschaftler haben Ähnlichkeit mit dem gleichnamigen Helden des Films Porco Rosso und die Rettungszene verweise auf die Prinzessin Leias in Star Wars. Ein im Film zu sehendes kastenförmiges Bauwerk könne sich auf den Sarkophag beziehen, der nach der Nuklearkatastrophe von Tschernobyl um den Reaktor errichtet wurde. Seiji Kanō fällt auf, dass die Stadtlandschaft einer typischen China Town ähnele und an die Darstellungen in Mamoru Oshiis Ghost in the Shell erinnere. Der Film war damals noch in Produktion, der Manga erschien bereits ab 1989. Die Figur des geflügelten Mädchens habe Miyazaki womöglich dem Manga Seraphim: 266,613,336 Wings entlehnt, einer Zusammenarbeit von Oshii und Satoshi Kon, die 1995 im Magazin Animage in Serie erschien.

## Rezeption und Nachwirkungen
Der Kurzfilm wurde bei Fans des Studios beliebt und auch von der Kritik vorrangig positiv aufgenommen. Science-Fiction-Autor Patrick Collins nannte das Werk einen perfekten Science-Fiction-Kurzfilm McCarter von EX Magazine lobte On Your Mark für seinen Detailreichtum, der die Welt des Films zum Leben erwecke. Die Anime Encyclopedia nennt den Film „nett gemacht“, doch dadurch dass Miyazakis übliches Thema des Umweltschutzes auf die zwangsläufige Kürze des Musikvideos gepresst werde, wirke das Ergebnis „ein bisschen aufgesetzt“.
Die bei der Produktion erprobten Techniken zur Verwendung von Computeranimationen wurden später auch bei Prinzessin Mononoke angewendet.